# فابین گوتلیب فن بلینگسهاوزن
فابین گوتلیب فن بلینگسهاوزن (روسی: Фаддей Фаддеевич Беллинсгаузен؛ 20 september [سبک قدیمی: 9 september] 1778 – ۲۵ ژانویهٔ ۱۸۵۲) یک فرد نظامی اهل امپراتوری روسیه بود.